# Vittorio Arrigoni
Vittorio Arrigoni (Besana in Brianza, Llombardia, 4 de febrer de 1975 - Gaza, 15 d'abril de 2011) fou un activista, periodista i escriptor italià, el qual va destacar per dedicar els tres últims anys de la seua vida com activista a la Franja de Gaza.
Va nàixer a la localitat de Besana in Brianza. Net d'avis antifeixistes, els quals van lluitar en la Segona Guerra Mundial. Fill d'Ettore Arrigoni i Egidia Beretta, que tenien una menuda empresa a la qual treballaven. A aquesta també va treballar Vittorio durant una menuda temporada, després de graduar-se en comptabilitat.
Prompte va decidir dedicar la seua vida a l'ajuda humanitària, i en especial a entregar-se per la causa palestina.

## Vida com activista
En l'any 2002 visita Cisjordània per a col·laborar amb l'ONG IPYL (International Palestinian Youth League), i comença a interessar-se per la causa palestina. Així, s'alinea contra el comportament de l'Estat d'Israel amb la població de la Franja de Gaza, critica també "l'autoritarisme polític i teocràtic de Hamàs en l'administració de la franja, i la de Fatah en Cisjordània, les que considerava col·laboracionistes amb Israel".
A més, en l'any 2003, l'exèrcit israelià assassina a Rachel Corrie i a Tom Hurndall -amb uns pocs mesos de diferència-. Ambdós membres del International Solidarity Movement (ISM) realitzant accions humanitàries a Gaza. Arrigoni promet no quedar-se indiferent. Va treballar a aquesta organització propalestina des del 2008 fins a la seva mort.
L'any 2005, mentre es disposava a entrar en territoris ocupats pel pas fronterer d'Allemby, és expulsat per suposar un perill per a la seguretat d'Israel".
En 2008 la campanya "Free Gaza", amb la consigna "Rompamos el bloqueo" i el vaixell Dignity, pretenia entrar en la franja per via marítima. I aquest va ser la forma escollida de Vittorio per entrar, de mode clandestí, de nou a Gaza després de ser deportat.
Alguns activistes, entre ells Vittorio, s'encarregaven d'acompanyar els pescadors al límit de les milles on Israel els permetia pescar, per avisar de la seua presència i la inexistència de terroristes. Un matí, quan es produïa aquesta tasca, Arrigoni va ser detingut i deportat de nou a Itàlia, després de ser torturat per l'exèrcit israelià, al sobrepassar les seues aigües territorials. Però, dins de les seues tasques com activista humanitari destaquen: ajudar al personal sanitari, arreplegar ferits, traslladar-los en ambulàncies i fer-se servir com a escut humà.

## Segrest i mort
Les circumstàncies socials i polítiques de Gaza, fan proliferar gran quantitat de faccions rivals de distintes tendències ideològiques i sectàries. A aquesta situació, s'afegeix el caràcter públic i conegut d'Arrigoni.
El 14 d'abril de 2011, Vittorio és segrestat pel grup Tawhid Wal Yihad, un grup salafista pro Al-Qaeda -defensors de l'establiment d'un emirat islàmic a Gaza-. Exigien l'alliberació del seu líder Heshamal al Saeedni, a més de militants yihadistes presoners de Hamas. Aquest mateix dia, emeten un vídeo de Vittorio amb els ulls tapats, exigint la satisfacció de les seues peticions. A la matinada següent, Vittorio Arrigoni és penjat en la forca en un pis del barri Sheikh Rudawan. Després van abandonar el seu cos a un altre habitatge.

## Treball com a corresponsal
Va ser col·laborador de Il manifesto, per a la editorial on va publicar Restiamo umano -traduït a l'anglés, espanyol i alemany-. També conduïa una pàgina web, Guerrilla Radio, i publicà un llibre sobre les seues experiències a Gaza durant la Guerra de Gaza entre Hamas i Israel (2008-2009).
El 12 d'octubre de 2010 publica un vídeo en resposta de Roberto Saviano -escriptor-, participant d'una manifestació pro-isrraeliana. El 4 de gener de 2011, al seu bloc publica el manifest de l'associació juvenil anomenat "Gaza Youth Breaks Out", on donava suport a les reivindicacions front l'ocupació israeliana i el règim opressiu de Hamàs.